# 真紅眼の黒竜
真紅眼の黒竜（レッドアイズ・ブラックドラゴン）は高橋和希原作の漫画作品『遊☆戯☆王』およびその派生作品に登場するキャラクター。及び遊☆戯☆王オフィシャルカードゲームに登場する架空のモンスターの一種であり、またそのカード名を指す。

## データ
- 英語名：Red-Eyes Black Dragon[1]
- 分類：通常モンスター[1]
- レベル：7[1]
- 属性：闇[1]
- 種族：ドラゴン族[1]
- 攻撃力：2400[1]
- 守備力：2000[1]
- フレーバーテキスト
  - 「攻撃力は上級レベル。まぼろしの超レアカードだ！」（初期）
  - 「真紅の眼を持つ黒竜。怒りの黒き炎はその眼に映る者全てを焼き尽くす。」[1]（PREMIUM PACK 5以降）

## 概要
通称｢真紅眼｣。『遊☆戯☆王オフィシャルカードゲーム』では、「青眼の白龍」や「ブラック・マジシャン」などとともに、知名度の高いカード。
攻撃名は「黒炎弾」だが、エピソードによっては「ダーク・メガ・フレア」とも呼ばれる。この名称は、元々「レッドアイズ・ブラックメタルドラゴン」の技のものである。
漫画・アニメの世界では、プレミアム価格で数十万円の値がつくほどのレアカードである。なお、海馬瀬人はこのカードを使用していないものの、アニメ第二期第16話でこのカードを所有していることが確認できる。

## 使用者
城之内克也
元々はダイナソー竜崎のカードだったが、王国で竜崎に勝利したことで手に入れる。これ以降、骨塚や迷宮兄弟、キースといった強敵との戦いで活躍する。迷宮兄弟戦では遊戯の「デーモンの召喚」と融合して「ブラック・デーモンズ・ドラゴン」となり、キース戦ではキースの「メタル化」を奪って「レッドアイズ・ブラックメタルドラゴン」にパワーアップし、それぞれ大活躍を見せた。
バトルシティ編では、大会開始前に強制的に仕掛けてきたレアハンターとのデュエルに敗れて奪われ、遊戯がデュエルに勝利して奪い返すが、城之内は自分の未熟さを理由に受け取らず、遊戯に預けた。以後は遊戯のデッキに組み込まれ、洗脳された城之内の心を目覚めさせるきっかけになったり、海馬との決勝戦で活躍した。遊戯のモンスターになっている状態で、かつ遊戯の敗北でデュエルがすでに終了していたにもかかわらず、対戦相手の城之内の命令で黒炎弾を放ったり、フィールドに召喚されると同時に、仮死状態になっている城之内が同調するかのように目を覚ますなど、持ち主とはとてつもなく強い絆で結ばれている。
記憶編では、城之内がイメージして創り出したカードで、ゾーク戦で召喚したが、決闘には用いられなかった。
原作ではこのカードが返却されたか不明だが、アニメでは直接的な描写はないもののドーマ編で彼の手に戻っている。
アニメでのカードイラストは、初期デザインのものが採用されている。
ダイナソー竜崎
城之内の所有している、真紅眼の元々の所持者。全財産をはたいてまで買ったとのことだが、王国で城之内とのデュエルに賭けを申し出て敗北したため、真紅眼を渡すこととなった。
ドーマ編では、城之内に真紅眼に対する仇討ちとも取れるデュエルを行ったが、敗北した。
天上院吹雪
セブンスターズの一人「ダークネス」として登場した際の象徴的カード。「黒竜の雛」「黒炎弾」など、多彩な真紅眼専用サポートカードを駆使する。素の状態で行った、明日香との決闘時には獣戦士族中心の華麗なるステージデッキを使用しているために、心の闇から生まれた存在である「ダークネス」の力を得ている状態の時にしか、真紅眼関係を使用しないと思われていた。
しかし、ヨハン救出のために十代たちと友に次元の扉を開くため、各々のフェイバリットカードの力を借りる時、真紅眼の黒竜のカードを掲げていた事により吹雪本人のカードであることが判明する。ダークネスに染まった親友である藤原優介との決闘でも真紅眼関係中心のデッキを使用した。
アニメでのカードイラストは「DUELIST LEGACY Volume.2」のデザインのものが採用されている。
青山翔吾
東映版映画『遊☆戯☆王』の登場人物。物語冒頭で、購入したブースターパックから引き当てる。負けることへの恐怖心から、デュエルすることを拒絶しており、劇中で使用するシーンはまったくなかった。
劇中では城之内の策略によって遊戯のデッキに組み込まれ、翔吾の勇気を奮い立たせる鍵となる。翔吾の勇気に答えてフィールドに召喚され、「メテオ・ドラゴン」と融合。「メテオ・ブラック・ドラゴン」となり、海馬の「青眼の白龍」を打ち破った。
なお、本作で真紅眼は「可能性をもたらす竜」とされている。
カードイラストは「遊戯王カードダス」のものがそのまま採用されている。
パラドックス
映画『10thアニバーサリー 劇場版 遊☆戯☆王 〜超融合!時空を越えた絆〜』にて、パラドックスが「Sin 真紅眼の黒竜」を特殊召喚する為にデッキから墓地へ送った。同じように使用された「青眼の白龍」と違い複数の所有者がいるため、本来の所有者が誰かは不明だが、カードイラストは城之内が使用していた初期デザインのものである。

## 関連カード

### アニメDM登場カード
ブラック・デーモンズ・ドラゴン
- 英語名：Black Skull Dragon (旧名 B. Skull Dragon)
- 分類：融合モンスター
- レベル：9
- 属性：闇
- 種族：ドラゴン族
- 攻撃力：3200
- 守備力：2500
- 融合素材：デーモンの召喚＋真紅眼の黒竜
- 劇中での活躍
  - 原作「決闘者の王国編」、遊戯＆城之内VS迷宮兄弟によるタッグデュエルで初登場。原作ではこれ1回きりだったが、アニメオリジナルエピソードの遊戯VS城之内による決勝戦にて、城之内が「ものマネ幻想師」と「墓荒らし」のカードを使って遊戯の「デーモンの召喚」と「融合」を使って召喚させた。結果、召喚した城之内ではなく闇遊戯が「死者蘇生」で復活させ、城之内の「千年竜」を破壊し、フィニッシャーとなっている。また、｢デュエルクエスト編｣でも登場し、「闇竜族の爪」を装備して再び「ゲート・ガーディアン」を撃破している。

攻撃名は「メテオ・フレア」。
レッドアイズ・ブラックメタルドラゴン
- 英語名：Red-Eyes Black Metal Dragon
- 分類：特殊召喚/効果モンスター
- レベル：8
- 属性：闇
- 種族：機械族
- 攻撃力：2800
- 守備力：2400

原作「決闘者の王国編」の準決勝、城之内VSキース戦で初登場。「ものマネ幻想師」のカードを用いて変化させた「メタル化・魔法反射装甲」によって強化し、キースを押し切った。アニメオリジナルストーリーのドーマ編でも登場したが単に「メタル化」を装備しただけの状態であり、厳密なかたちでこのカードは登場していない。
攻撃名は「ダーク・メガ・フレア」。
真紅眼の黒竜剣
- 英語名：Red-Eyes Black Dragon Sword
- 分類：融合モンスター
- レベル：7
- 属性：闇
- 種族：ドラゴン族
- 攻撃力：2400
- 守備力：2000

ヘルモスの爪でドラゴン族モンスターを使用した場合でのみ特殊召喚できる融合モンスター。
「ドーマ編」にて城之内vsダイナソー竜崎戦にて初登場。ヘルモスの爪と真紅眼の黒竜を融合させた装備カード。
ロード・オブ・ザ・レッド
- 英語名：Lord of the Red
- 分類：儀式/効果モンスター
- レベル：8
- 属性：炎
- 種族：ドラゴン族
- 攻撃力：2400
- 守備力：2100

「ドーマ編」にて城之内vsヴァロン戦初登場。レッドアイズ・トランスマイグレーションで降臨する儀式モンスター。
オーラ・アーマーと真紅眼の黒竜を生け贄に儀式召喚され、城之内自身がこのモンスターを身に纏ってヴァロンと殴り合いをするという展開を見せた。
黒竜の聖騎士
- 英語名：Paladin of Dark Dragon
- 分類：儀式/効果モンスター
- レベル：4
- 属性：闇
- 種族：ドラゴン族
- 攻撃力：1900
- 守備力：1200

「ドーマ編」にて城之内vs舞（３戦目）にて城之内が使用。黒竜降臨にて降臨する儀式モンスター。
自身をリリースしてデッキ・手札からレッドアイズモンスターを1体を特殊召喚する効果と、守備表示モンスターを攻撃した場合、ステータスに関係なく破壊する効果を持つ。
アニメでは闇竜の黒騎士(ナイト・オブ・ダークドラゴン)という名前だったが、漢字表記が同じ別モンスターが既にOCGに存在していた為名前が変更された。

### アニメGX登場カード
黒竜の雛
- 英語名：Black Dragon's Chick
- 分類：効果モンスター
- レベル：1
- 属性：闇
- 種族：ドラゴン族
- 攻撃力：800
- 守備力：500

自分フィールド上に表側表示で存在するこのカードを墓地に送る事で、自分の手札から「真紅眼の黒竜」1体を特殊召喚する効果を持つ。
真紅眼の闇竜
- 英語名：Red-Eyes Darkness Dragon
- 分類：特殊召喚/効果モンスター
- レベル：9
- 属性：闇
- 種族：ドラゴン族
- 攻撃力：2400
- 守備力：2000

『GX』にて登場。天上院吹雪（ダークネス）の切り札的カードである。
このカードは通常召喚できない。自分フィールド上に存在する「真紅眼の黒竜」1体をリリースした場合のみ特殊召喚する事ができる効果と、このカードの攻撃力は、自分の墓地に存在するドラゴン族モンスター1体につき300ポイントアップする効果と、2つの効果を持つ。
攻撃名は「ダークネス・ギガ・フレイム」。
レッドアイズ・ダークネスメタルドラゴン
- 英語名：Red-Eyes Darkness Metal Dragon
- 分類：効果モンスター
- レベル：10
- 属性：闇
- 種族：ドラゴン族
- 攻撃力：2800
- 守備力：2400

『GX』にて登場。天上院吹雪（ダークネス）の切り札的カードである。
アニメでは「魔法反射装甲－メタルプラス」を装備した「真紅眼の闇竜」を生け贄に捧げて特殊召喚する。手札を1枚捨てることで魔法カードの発動を無効化、また自分の墓地のドラゴン族一枚につき攻撃力400ポイントアップするという効果になっている。
OCGではこのカードは自分フィールド上に表側表示で存在するドラゴン族モンスター1体をゲームから除外し、手札から特殊召喚する事ができる。1ターンに1度、自分のメインフェイズ時に手札または自分の墓地から「レッドアイズ・ダークネスメタルドラゴン」以外のドラゴン族モンスター1体を自分フィールド上に特殊召喚する事ができる。
攻撃名は「ダークネス・メタル・フレア」、効果名は「マジック・リフレクション」。
真紅眼の飛竜
- 英語名：Red-Eyes Wyvern
- 分類：効果モンスター
- レベル：4
- 属性：風
- 種族：ドラゴン族
- 攻撃力：1800
- 守備力：1600

通常召喚を行っていないターンのエンドフェイズ時に、自分の墓地に存在するこのカードをゲームから除外する事で、自分の墓地に存在する「レッドアイズ」と名のついたモンスター1体を特殊召喚する。
攻撃名は「ダーク・フレイム」。
メテオ・ブラック・ドラゴン
- 英語名：Meteor Black Dragon(旧)、Meteor B.Dragon(新)
- 分類：融合モンスター
- レベル：8
- 属性：炎
- 種族：ドラゴン族
- 攻撃力：3500
- 守備力：2000
- 融合素材：真紅眼の黒竜＋メテオ・ドラゴン

東映版『遊☆戯☆王』の劇場版にて初登場。映画用に作られた新モンスターであった。遊戯VS海馬戦にて「メテオ・ドラゴン」と融合し、「青眼の白龍3体連結」を撃破、デュエルに勝利した。
『GX』では十代vsミスターT戦にてミスターTが召喚。「沼地の魔神王」と「メテオ・ドラゴン」を融合して特殊召喚した。
攻撃名は「メテオ・ダイブ」（映画版）、「バーニング・ダーク・メテオ」（GX）。

### その他派生カード
真紅眼の不死竜
- 英語名：Red-Eyes Zombie Dragon
- 分類：効果モンスター
- レベル：7
- 属性：闇
- 種族：アンデッド族
- 攻撃力：2400
- 守備力：2000

「真紅眼の闇竜」をアンデッド化させたようなデザインである。レッドアイズ系統のモンスターであるが、その効果はアンデッド族を中心としたデッキで発揮される。
このカードはアンデッド族モンスター1体をリリースして表側攻撃表示でアドバンス召喚する事ができる。このカードが戦闘によってアンデッド族モンスターを破壊し墓地へ送った時、そのモンスターを自分フィールド上に特殊召喚する事ができる。
Sin 真紅眼の黒竜
- 英語名：Malefic Red-Eyes Black Dragon(旧)、Malefic Red-Eyes B. Dragon(新)
- 分類：特殊召喚/効果モンスター
- レベル：7
- 属性：闇
- 種族：ドラゴン族
- 攻撃力：2400
- 守備力：2000

映画『10thアニバーサリー 劇場版 遊☆戯☆王 〜超融合!時空を越えた絆〜』にて、パラドックスのモンスターとして登場。
- 効果：このカードは通常召喚できない。自分のデッキから「真紅眼の黒竜」1体をゲームから除外した場合に特殊召喚できる。「Sin」と名のついたモンスターはフィールド上に1枚しか表側表示で存在できない。このカードが表側表示で存在する限り、自分の他のモンスターは攻撃宣言できない。フィールド魔法カードが表側表示で存在しない場合このカードを破壊する。

攻撃名は「黒炎弾」。
真紅眼の黒炎竜
- 英語名：Red-Eyes Black Flare Dragon
- 分類：デュアル/効果モンスター
- レベル：7
- 属性：闇
- 種族：ドラゴン族
- 攻撃力：2400
- 守備力：2000

効果は再度召喚する事で、戦闘を行ったバトルフェイズ終了時に元々の攻撃力分のダメージを与えるというもの。
真紅眼の遡刻竜
- 英語名：Red-Eyes Retro Dragon
- 分類：効果モンスター
- レベル：4
- 属性：闇
- 種族：ドラゴン族
- 攻撃力：1700
- 守備力：1600

戦闘、または相手の効果でレッドアイズが破壊されたときにこのカードと破壊されたレッドアイズを特殊召喚する効果と、自身をリリースしてレッドアイズを追加召喚できる効果を持つ。イラストに見える時の時の機械－タイム・マシーンから、原作でレッドアイズ・ブラックメタルドラゴンを蘇生させたのを再現しているのだと思われる。しかしレベル指定があるためレッドアイズ・ブラックメタルドラゴンは蘇生できなくなってしまった。
伝説の黒石
- 英語名：The Black Stone of Legend
- 分類：効果モンスター
- レベル：1
- 属性：闇
- 種族：ドラゴン族
- 攻撃力：0
- 守備力：0

青眼の白龍のサポートである伝説の白石と対になるようなカード。自身をリリースすることでデッキからレベル7以下のレッドアイズを特殊召喚する効果と、墓地のレベル7以下のレッドアイズをデッキに戻すことで自身を墓地からサルベージできる効果を持つ。伝説の白石とは違い、攻守は真紅眼の黒竜の1/10ではない。
黒鋼竜
- 英語名：Black Metal Dragon
- 分類：効果モンスター
- レベル：1
- 属性：闇
- 種族：ドラゴン族
- 攻撃力：600
- 守備力：600

自身を攻撃力600アップの装備カードとしてレッドアイズに装備できる効果と、墓地へ送られた際にレッドアイズカードをサーチする効果を持つ。サーチするのはモンスター以外でもよく、真紅眼融合や真紅眼の鎧旋といったカードもサーチ可能。
悪魔竜ブラック・デーモンズ・ドラゴン
- 英語名：Archfiend Black Skull Dragon
- 分類：融合/効果モンスター
- レベル：9
- 属性：闇
- 種族：ドラゴン族
- 攻撃力：3200
- 守備力：2500
- 融合素材：レベル6「デーモン」通常モンスター＋「レッドアイズ」通常モンスター

ブラック・デーモンズ・ドラゴンのリメイクモンスター。戦闘時に相手のカード効果の発動を封じる効果と、戦闘を行ったバトルフェイズ終了時に墓地のレッドアイズをデッキに戻すことで、その攻撃力分のダメージを与える効果を持つ。。
真紅眼の鋼炎竜
- 英語名：Red-Eyes Flare Metal Dragon
- 分類：エクシーズ/効果モンスター
- ランク：7
- 属性：闇
- 種族：ドラゴン族
- 攻撃力：2800
- 守備力：2400
- エクシーズ素材：レベル7モンスター×2

X素材がある限り効果による破壊耐性、相手がカード効果を発動する度に500のダメージを与える効果、X素材を使い墓地のレッドアイズ通常モンスターを蘇生する効果を持つ。
真紅眼の凶雷皇-エビルデーモン
- 英語名：Red-Eyes Archfiend of Lightning
- 分類：デュアル/効果モンスター
- レベル：6
- 属性：闇
- 種族：悪魔族
- 攻撃力：2500
- 守備力：1200

レッドアイズモンスター化させた、デーモンの召喚のリメイクモンスター。効果は再度召喚する事で、このカードの攻撃力以下の守備力を持つ相手モンスターを全て破壊するというもの。
真紅眼の凶星竜-メテオ・ドラゴン
- 英語名：Meteor Dragon Red-Eyes Impact
- 分類：デュアル/効果モンスター
- レベル：6
- 属性：闇
- 種族：ドラゴン族
- 攻撃力：1800
- 守備力：2000

レッドアイズモンスター化させた、メテオ・ドラゴンのリメイクモンスター。効果は再度召喚する事で、このカード以外のレッドアイズモンスターに戦闘・効果破壊耐性を与えるというもの。
流星竜メテオ・ブラック・ドラゴン
- 英語名：Meteor Black Comet Dragon
- 分類：融合/効果モンスター
- レベル：8
- 属性：闇
- 種族：ドラゴン族
- 攻撃力：3500
- 守備力：2000
- 融合素材：レベル7「レッドアイズ」モンスター＋レベル6ドラゴン族モンスター

メテオ・ブラック・ドラゴンのリメイクモンスター。手札・デッキからレッドアイズモンスターを墓地に送ってそのモンスターの元々の攻撃力の半分のダメージを与える効果と、このカードがモンスターゾーンから墓地に行ったときに通常モンスター1体を特殊召喚する効果を持つ。
真紅眼の亜黒竜
- 英語名：Red-Eyes Alternative Black Dragon
- 分類：特殊召喚/効果モンスター
- レベル：7
- 属性：闇
- 種族：ドラゴン族
- 攻撃力：2400
- 守備力：2000

「20th ANNIVERSARY LEGEND COLLECTION」初収録。通常召喚できないが、自分の手札・フィールドからレッドアイズモンスター1体をリリースして特殊召喚できる。相手によって破壊された時、このカード以外以外のレッドアイズモンスター1体を特殊召喚できる。この効果で「真紅眼の黒竜」を特殊召喚した場合、そのカードの元々の攻撃力を倍にする。

### サポート魔法・罠カード
黒炎弾
- 英語名：Inferno Fire Blast
- 分類：通常魔法カード
- 効果：自分フィールド上に表側表示で存在する「真紅眼の黒竜」1体を選択して発動する。選択した「真紅眼の黒竜」の元々の攻撃力分のダメージを相手ライフに与える。このカードを発動するターン「真紅眼の黒竜」は攻撃する事ができない。
- 劇中での活躍
  - 『GX』にてダークネス吹雪が幾度となく使用した。

- 補足
  - 本来は「真紅眼の黒竜」の必殺技名である。「SOUL OF THE DUELIST」で初収録。サポートカードの中ではかなり強力な一枚である。『デュエルターミナル』では、このカードと「真紅眼の黒竜」をスキャンすると隠しデッキが出現する。

真紅眼融合
- 英語名：Red-Eyes Fusion
- 分類：通常魔法カード

レッドアイズ専用の融合魔法。手札やフィールドからだけではなくデッキからも融合素材を選べる。また、融合召喚したモンスターが真紅眼の黒竜になる為、黒炎弾とも相性がいい。ただし重いデメリットがあり扱うのも難しいカードである。
紅玉の宝札
- 英語名：Cards of the Red Stone
- 分類：通常魔法カード

レッドアイズ専用のドローソース。更にデッキからレッドアイズを墓地へ送る効果も備わっており、発動すれば2枚のレッドアイズを肥やせる。
レッドアイズ・トランスマイグレーション
- 英語名：Red-Eyes Transmigration
- 分類：儀式魔法カード

ロード・オブ・ザ・レッドの降臨に必要な儀式魔法。墓地のレッドアイズもリリースの代わりに使用できる。(ただしレベル8に満たない場合はその分通常通り手札かフィールドからもリリースが必要となる)
黒竜降臨
- 英語名：Dark Dragon Ritual
- 分類：儀式魔法カード

黒竜の聖騎士の降臨に必要な儀式魔法。さらに、墓地から除外することでデッキからレッドアイズと名の付く魔法・罠カードをサーチできる。
真紅眼の鎧旋
- 英語名：Return of the Red-Eyes
- 分類：永続罠カード

効果はフィールドにレッドアイズが存在する場合に墓地の通常モンスターを特殊召喚できるというもの。このカードとレッドアイズを維持できれば毎ターン墓地の通常モンスターを蘇生させる事ができ、破壊された場合も墓地にレッドアイズが存在すればそのモンスターを蘇生させる事ができる。
レッドアイズ・スピリッツ
- Red-Eyes Spirit
- 分類：通常罠カード

レッドアイズ専用の蘇生カード。
- 劇中での活躍
  - 十代vsダークネス吹雪（２戦目）においてダークネス吹雪が使用。アニメ版では召喚条件を無視する事ができ、その効果により真紅眼の闇竜を蘇生させた。

レッドアイズ・バーン
- 英語名：Red-Eyes Burn
- 分類：通常罠カード

自分フィールドのレッドアイズモンスターが破壊された際に、お互いにそのモンスターの元々の攻撃力分のダメージを受ける罠カード。
- 劇中での活躍
  - 吹雪vs藤原戦にて吹雪が使用。この効果で引き分けとなった。

- 補足
  - しかし、実際はここまでの展開は藤原が見せた幻想であり、吹雪はそのずっと前にクリアー・バイス・ドラゴンの耐性で除去を防がれ敗北していた。

レッドアイズ・インサイト
- 英語名：Red-Eyes Insight
- 分類：通常魔法カード

手札・デッキからレッドアイズモンスターを墓地に送り、デッキからこのカード以外の「レッドアイズ」と名の付く魔法・罠カードをサーチできる。